# Исон, Джейкоб
Джейкоб Хенри Исон (англ. Jacob Henry Eason; 17 ноября 1997, Лейк-Стивенс, Вашингтон) — американский футболист, квотербек клуба НФЛ «Индианаполис Колтс». На студенческом уровне выступал за команды университета Джорджии и Вашингтонского университета. На драфте НФЛ 2020 года был выбран в четвёртом раунде.

## Биография
Джейкоб Исон родился 17 ноября 1997 года в Лейк-Стивенсе в штате Вашингтон. Его отец Тони Исон играл принимающим за команду университета Нотр-Дам в середине 1980-х годов, но завершил карьеру из-за травмы колена. Позднее он работал пожарным. Исон окончил старшую школу в Лейк-Стивенсе, за время выступлений в составе её футбольной команды набрав пасом более 10 тысяч ярдов и сделав 99 тачдаунов. В 2015 году газета Seattle Times признала его Игроком года. По итогам сезона 2015/16 годов он получил приз лучшему футболисту страны, спонсируемый компанией Gatorade. По оценкам специализированных сайтов Исон считался лучшим квотербеком школьного футбола.

### Любительская карьера
После окончания школы Исон поступил в университет Джорджии. В футбольном турнире NCAA он дебютировал в 2016 году, сыграв в тринадцати матчах, двенадцать из них начав в стартовом составе. За сезон Исон набрал пасом 2 430 ярдов, показав четвёртый результат для новичков Джорджии, и сделал 16 тачдаунов. В первой игре сезона 2017 года он получил травму колена, а после восстановления не сумел выиграть конкуренцию у Джейка Фромма. В пяти сыгранных матчах он набрал всего 28 ярдов, а после окончания турнира объявил о своём переходе в Вашингтонский университет.
После перехода в другую программу, по правилам NCAA Исон провёл 2018 год в статусе освобождённого игрока, не имея права участвовать в матчах команды. В составе «Вашингтон Хаскис» он дебютировал в сезоне 2019 года, проведя в роли стартового квотербека все тринадцать матчей. В играх турнира он набрал 3 132 ярда с 23 тачдаунами, оба показателя вошли в число десяти лучших в истории университета. В декабре 2019 года Исон объявил об отказе от права провести ещё один сезон в команде и своём выходе на драфт НФЛ.

#### Статистика выступлений в чемпионате NCAA
| Сезон | Команда           | Игры | Пас | Пас | Пас  | Пас   | Пас | Пас | Пас | Пас   | Вынос | Вынос | Вынос | Вынос |
| Сезон | Команда           | Игры | Cmp | Att | Pct  | Yds   | Y/A | TD  | Int | Rtg   | Att   | Yds   | Avg   | TD    |
| ----- | ----------------- | ---- | --- | --- | ---- | ----- | --- | --- | --- | ----- | ----- | ----- | ----- | ----- |
| 2016  | Джорджия Буллдогз | 13   | 204 | 370 | 55,1 | 2 430 | 6,6 | 16  | 8   | 120,2 | 33    | -45   | -1,4  | 1     |
| 2017  | Джорджия Буллдогз | 5    | 4   | 7   | 57,1 | 28    | 4,0 | 0   | 0   | 90,7  | 3     | -12   | -4,0  | 0     |
| 2018  | Вашингтон Хаскис  | —    | —   | —   | —    | —     | —   | —   | —   | —     | —     | —     | —     | —     |
| 2019  | Вашингтон Хаскис  | 13   | 260 | 405 | 64,2 | 3 132 | 7,7 | 23  | 8   | 143,9 | 46    | -69   | -1,5  | 1     |
| Всего | Всего             | 31   | 468 | 782 | 59,8 | 5 590 | 7,1 | 39  | 16  | 132,3 | 82    | -126  | -1,5  | 2     |

### Профессиональная карьера
Перед драфтом НФЛ 2020 года аналитик сайта Bleacher Report Мэтт Миллер характеризовал Исона как классического «конвертного» квотербека с сильной рукой. Сильными сторонами игрока он называл его дальние передачи, относительно неплохую подвижность, уверенность в своём броске. К минусам Миллер относил проблемы с точностью, ограниченный игровой опыт, слабую игру под давлением. Скауты клубов лиги отмечали недостаточно профессиональное отношение Исона к футболу. Миллер отмечал, что десять лет назад Исон мог бы претендовать на место в стартовом составе в клубе НФЛ, но в современных условиях в лиге востребованы более подвижные игроки, умеющие действовать под давлением защиты и выполнять броски в движении.
На драфте «Колтс» выбрали Исона в четвёртом раунде. В мае он подписал с клубом четырёхлетний контракт на общую сумму 3,3 млн долларов. В команде он стал третьим квотербеком после Филипа Риверса и Джакоби Бриссетта. Предсезонные сборы перед началом регулярного чемпионата были отменены из-за пандемии COVID-19, в результате чего адаптация Исона в лиге была затруднена. В сезоне 2020 года он не выходил на поле в официальных матчах. После его окончания Риверс завершил карьеру, а на место стартового квотербека из «Филадельфии» пришёл Карсон Венц. На место в составе также претендовали новичок Сэм Элингер и ветеран Бретт Хандли. В августе 2021 года, после травмы Венца, Исон впервые работал на тренировках команды в качестве первого квотербека. В составе «Колтс» он дебютировал 19 сентября в матче второй недели чемпионата против «Лос-Анджелес Рэмс».

#### Статистика выступлений в НФЛ

##### Регулярный чемпионат
| Сезон | Команда            | Игры | Пас | Пас | Пас  | Пас | Пас | Пас | Пас | Пас  | Вынос | Вынос | Вынос | Вынос |
| Сезон | Команда            | Игры | Cmp | Att | Pct  | Yds | Y/A | TD  | Int | Rtg  | Att   | Yds   | Avg   | TD    |
| ----- | ------------------ | ---- | --- | --- | ---- | --- | --- | --- | --- | ---- | ----- | ----- | ----- | ----- |
| 2020  | Индианаполис Колтс | 0    | 0   | 0   | 0,0  | 0   | 0,0 | 0   | 0   | 0,0  | 0     | 0     | 0,0   | 0     |
| 2021  | Индианаполис Колтс | 1    | 2   | 5   | 40,0 | 25  | 5,0 | 0   | 1   | 16,7 | 0     | 0     | 0,0   | 0     |
| Всего | Всего              | 1    | 2   | 5   | 40,0 | 25  | 5,0 | 0   | 1   | 16,7 | 0     | 0     | 0,0   | 0     |

- На 18 октября 2021 года